# Indice adiabatique
En thermodynamique, l'indice adiabatique d'un gaz (corps pur ou mélange), aussi appelé coefficient adiabatique, exposant adiabatique,  coefficient de Laplace, ou constante de Laplace, noté {\displaystyle \gamma }, est défini comme le rapport de ses capacités thermiques à pression constante (isobare) {\displaystyle C_{P}} et à volume constant (isochore) {\displaystyle C_{V}} :
Le coefficient de Laplace se définit également à partir des capacités thermiques molaires {\displaystyle {\bar {C}}_{P}} et {\displaystyle {\bar {C}}_{V}} si la transformation concerne {\displaystyle n} moles de gaz, ou des capacités thermiques massiques (ou spécifiques) {\displaystyle c_{P}} et {\displaystyle c_{V}} si la transformation concerne une masse {\displaystyle m} de gaz :
{\displaystyle C_{P}=n\,{\bar {C}}_{P}=m\,c_{P}}
{\displaystyle C_{V}=n\,{\bar {C}}_{V}=m\,c_{V}}
Cette grandeur sans dimension apparaît notamment dans la loi de Laplace : pour une transformation adiabatique réversible d'un gaz parfait, {\displaystyle PV^{\gamma }={\text{constante}}}, en supposant que {\displaystyle \gamma } ne dépend pas de la température.

## Valeurs

### Gaz parfait
Pour un gaz parfait monoatomique ce coefficient vaut toujours {\displaystyle {\frac {5}{3}}}. Pour un gaz parfait diatomique il vaut {\displaystyle {\frac {7}{5}}=1,4} dans des conditions usuelles de température.

### Gaz réels
| Indice adiabatique pour différents gaz, | Indice adiabatique pour différents gaz, | Indice adiabatique pour différents gaz, | Indice adiabatique pour différents gaz, | Indice adiabatique pour différents gaz, | Indice adiabatique pour différents gaz, | Indice adiabatique pour différents gaz, | Indice adiabatique pour différents gaz, | Indice adiabatique pour différents gaz, | Indice adiabatique pour différents gaz, | Indice adiabatique pour différents gaz, |
| --------------------------------------- | --------------------------------------- | --------------------------------------- | --------------------------------------- | --------------------------------------- | --------------------------------------- | --------------------------------------- | --------------------------------------- | --------------------------------------- | --------------------------------------- | --------------------------------------- |
| Temp.                                   | Gaz                                     | γ                                       |                                         | Temp.                                   | Gaz                                     | γ                                       |                                         | Temp.                                   | Gaz                                     | γ                                       |
| −181 °C                                 | H2                                      | 1,597                                   | 200 °C                                  | Air sec                                 | 1,398                                   | 20 °C                                   | NO                                      | 1,400                                   |                                         |                                         |
| −76 °C                                  | H2                                      | 1,453                                   | 400 °C                                  | Air sec                                 | 1,393                                   | 20 °C                                   | N2O                                     | 1,310                                   |                                         |                                         |
| 20 °C                                   | H2                                      | 1,410                                   | 1000 °C                                 | Air sec                                 | 1,365                                   | −181 °C                                 | N2                                      | 1,470                                   |                                         |                                         |
| 100 °C                                  | H2                                      | 1,404                                   | 2000 °C                                 | Air sec                                 | 1,088                                   | 15 °C                                   | N2                                      | 1,404                                   |                                         |                                         |
| 400 °C                                  | H2                                      | 1,387                                   | 0 °C                                    | CO2                                     | 1,310                                   | 20 °C                                   | Cl2                                     | 1,340                                   |                                         |                                         |
| 1000 °C                                 | H2                                      | 1,358                                   | 20 °C                                   | CO2                                     | 1,300                                   | −115 °C                                 | CH4                                     | 1,410                                   |                                         |                                         |
| 2000 °C                                 | H2                                      | 1,318                                   | 100 °C                                  | CO2                                     | 1,281                                   | −74 °C                                  | CH4                                     | 1,350                                   |                                         |                                         |
| 20 °C                                   | He                                      | 1,660                                   | 400 °C                                  | CO2                                     | 1,235                                   | 20 °C                                   | CH4                                     | 1,320                                   |                                         |                                         |
| 20 °C                                   | H2O                                     | 1,330                                   | 1000 °C                                 | CO2                                     | 1,195                                   | 15 °C                                   | NH3                                     | 1,310                                   |                                         |                                         |
| 100 °C                                  | H2O                                     | 1,324                                   | 20 °C                                   | CO                                      | 1,400                                   | 19 °C                                   | Ne                                      | 1,640                                   |                                         |                                         |
| 200 °C                                  | H2O                                     | 1,310                                   | −181 °C                                 | O2                                      | 1,450                                   | 19 °C                                   | Xe                                      | 1,660                                   |                                         |                                         |
| −180 °C                                 | Ar                                      | 1,760                                   | −76 °C                                  | O2                                      | 1,415                                   | 19 °C                                   | Kr                                      | 1,680                                   |                                         |                                         |
| 20 °C                                   | Ar                                      | 1,670                                   | 20 °C                                   | O2                                      | 1,400                                   | 15 °C                                   | SO2                                     | 1,290                                   |                                         |                                         |
| 0 °C                                    | Air sec                                 | 1,403                                   | 100 °C                                  | O2                                      | 1,399                                   | 360 °C                                  | Hg                                      | 1,670                                   |                                         |                                         |
| 20 °C                                   | Air sec                                 | 1,400                                   | 200 °C                                  | O2                                      | 1,397                                   | 15 °C                                   | C2H6                                    | 1,220                                   |                                         |                                         |
| 100 °C                                  | Air sec                                 | 1,401                                   | 400 °C                                  | O2                                      | 1,394                                   | 16 °C                                   | C3H8                                    | 1,130                                   |                                         |                                         |

## Détermination
Le coefficient de Laplace peut être déterminé par l'expérience de Clément-Desormes. La relation de Reech permet également de déterminer ce coefficient à partir des pentes des courbes isothermes et isentropes tracées dans un diagramme de Clapeyron, ou à partir de la vitesse du son dans un fluide.